# Hurius
Hurius là một chi nhện trong họ Salticidae.